# Liste der Monuments historiques in Flin
Die Liste der Monuments historiques in Flin führt die Monuments historiques in der französischen Gemeinde Flin auf.

## Liste der Immobilien
| Bezeichnung      | Beschreibung           | Standort                 | Kennzeichnung | Schutzstatus | Datum | Bild           |
| ---------------- | ---------------------- | ------------------------ | ------------- | ------------ | ----- | -------------- |
| Kirche St-Martin | ab dem 12. Jahrhundert | Place de l’Église (Lage) | PA54000086    | Inscrit      | 2016  | weitere Bilder |

## Liste der Objekte
| Bezeichnung             | Beschreibung                                                 | Standort                       | Kennzeichnung | Schutzstatus | Datum | Bild |
| ----------------------- | ------------------------------------------------------------ | ------------------------------ | ------------- | ------------ | ----- | ---- |
| Wandgemälde             | um 1500                                                      | in der Kirche St-Martin (Lage) | PM54000234    | Classé       | 1908  |      |
| Gemälde Heiliger Martin | Ölfarbe auf Leinwand, Anfang des 19. Jahrhunderts            | in der Kirche St-Martin (Lage) | PM54000235    | Classé       | 1961  |      |
| Kelch                   | Silber, vergoldet, um 1778                                   | in der Kirche St-Martin (Lage) | PM54000238    | Classé       | 1982  |      |
| Altarrelief             | am Hauptaltar; Holz, farbig gefasst und vergoldet, um 1720   | in der Kirche St-Martin (Lage) | PM54000236    | Classé       | 1981  |      |
| Kelch                   | Silber, vergoldet, vor 1621                                  | in der Kirche St-Martin (Lage) | PM54000237    | Classé       | 1982  |      |
| Pietà                   | Holz, farbig gefasst und vergoldet, 17. oder 18. Jahrhundert | in der Kirche St-Martin (Lage) | PM54001543    | Inscrit      | 1977  |      |